# Patrick David Wall
Patrick David "Pat" Wall (Nottingham, 25 de abril de 1925 — 8 de agosto de 2001) foi um neurocientista britânico.